# Championnats de Hongrie d'escrime 1929
Navigation
Édition précédente Édition suivante
Les championnats de Hongrie d'escrime 1929 ont lieu le 8 juin 1929 pour le fleuret féminin, le 7 juin 1929 pour le fleuret masculin et le 9 juin 1929 pour le sabre à Budapest. Ce sont les vingt-cinquièmes championnats d'escrime en Hongrie. Ils sont organisés par la MVSz.
Les championnats comportent trois épreuves, le fleuret masculin et féminin et le sabre masculin.

## Classements
| Épreuves          | Or                   | Argent                       | Bronze                   |
| ----------------- | -------------------- | ---------------------------- | ------------------------ |
| Fleuret           |                      |                              |                          |
| Hommes individuel | György Piller MAC    | Gusztáv Kalniczky Tiszti VC  | Ottó Hatz Tiszti VC      |
| Femmes individuel | Erna Bogen Tiszti VC | Ilona Elek BBTE              | Tary Gizella Spárta AC   |
| Sabre             |                      |                              |                          |
| Hommes individuel | József Rády MAC      | Attila Petschauer Nemzeti VC | Sándor Gombos Nemzeti VC |